# 330455 Anbrysse
330455 Anbrysse è un asteroide della fascia principale. Scoperto nel 2005, presenta un'orbita caratterizzata da un semiasse maggiore pari a 2,5608463 UA e da un'eccentricità di 0,0540954, inclinata di 5,96596° rispetto all'eclittica.